# Damernas singelsculler i rodd vid olympiska sommarspelen 2016
Damernas singelsculler i rodd vid olympiska sommarspelen 2016 avgjordes mellan den 6–13 augusti 2016 i Rio de Janeiro.

## Resultat

### Försöksheat
De tre första i varje försöksheat gick vidare till kvartsfinal medan övriga gick till återkvalet.

#### Försöksheat 1
| Placering | Roddare               | Land       | Tid     | Noteringar |
| --------- | --------------------- | ---------- | ------- | ---------- |
| 1         | Kenia Lechuga         | Mexiko     | 8.11,44 | QF         |
| 2         | Micheen Thornycroft   | Zimbabwe   | 8.18,88 | QF         |
| 3         | Kim Brennan           | Australien | 8.22,82 | QF         |
| 4         | Kim Ye-ji             | Sydkorea   | 8.24,79 | R          |
| 5         | Anna Malvina Svennung | Sverige    | 8.48,46 | R          |
| 6         | Emily Morley          | Bahamas    | 9.22,12 | R          |

#### Försöksheat 2
| Placering | Roddare           | Land       | Tid     | Noteringar |
| --------- | ----------------- | ---------- | ------- | ---------- |
| 1         | Genevra Stone     | USA        | 8.29,67 | QF         |
| 2         | Fie Udby Erichsen | Danmark    | 8.30,07 | QF         |
| 3         | Lina Šaltytė      | Litauen    | 8.35,92 | QF         |
| 4         | Mahsa Javar       | Iran       | 8.39,28 | R          |
| 5         | Lucia Palermo     | Argentina  | 8.47,01 | R          |
| 6         | Dewi Yuliawati    | Indonesien | 9.36,10 | R          |

#### Försöksheat 3
| Placering | Roddare              | Land     | Tid     | Noteringar |
| --------- | -------------------- | -------- | ------- | ---------- |
| 1         | Carling Zeeman       | Kanada   | 8.41,12 | QF         |
| 2         | Sanita Pušpure       | Irland   | 9.11,45 | QF         |
| 3         | Nadia Negm           | Egypten  | 9.14,55 | QF         |
| 4         | Phuttharaksa Neegree | Thailand | 9.17,95 | R          |
| 5         | Camila Valle         | Peru     | 9.30,60 | R          |

#### Försöksheat 4
| Placering | Roddare              | Land             | Tid     | Noteringar |
| --------- | -------------------- | ---------------- | ------- | ---------- |
| 1         | Duan Jingli          | Kina             | 8.18,57 | QF         |
| 2         | Jeannine Gmelin      | Schweiz          | 8.28,10 | QF         |
| 3         | Saiyidah Aisyah      | Singapore        | 8.44,71 | QF         |
| 4         | Huang Yi-ting        | Kinesiska Taipei | 8.51,74 | R          |
| 5         | Svetlana Germanovich | Kazakstan        | 9.34,15 | R          |

#### Försöksheat 5
| Placering | Roddare            | Land      | Tid     | Noteringar |
| --------- | ------------------ | --------- | ------- | ---------- |
| 1         | Magdalena Lobnig   | Österrike | 8.26,83 | QF         |
| 2         | Miroslava Knapková | Tjeckien  | 8.28,90 | QF         |
| 3         | Chierika Ukogu     | Nigeria   | 8.35,34 | QF         |
| 4         | Amina Rouba        | Algeriet  | 8.55,09 | R          |
| 5         | Claire Akossiwa    | Togo      | 9.56,43 | R          |

#### Försöksheat 6
| Placering | Roddare            | Land                | Tid     | Noteringar |
| --------- | ------------------ | ------------------- | ------- | ---------- |
| 1         | Emma Twigg         | Nya Zeeland         | 8.17,02 | QF         |
| 2         | Ekaterina Karsten  | Belarus             | 8.21,21 | QF         |
| 3         | Michelle Pearson   | Bermuda             | 8.22,15 | QF         |
| 4         | Gabriela Mosqueira | Paraguay            | 8.27,39 | R          |
| 5         | Felice Chow        | Trinidad och Tobago | 8.31,83 | R          |

### Återkval
De två första i varje återkval gick vidare till kvartsfinal.

#### Återkval 1
| Placering | Roddare      | Land                | Tid     | Noteringar |
| --------- | ------------ | ------------------- | ------- | ---------- |
| 1         | Amina Rouba  | Algeriet            | 8.04,21 | QF         |
| 2         | Felice Chow  | Trinidad och Tobago | 8.04,91 | Q          |
| 3         | Mahsa Javar  | Iran                | 8.06,57 | SE/F       |
| 4         | Emily Morley | Bahamas             | 8.22,77 | SE/F       |
| 5         | Camila Valle | Peru                | 8.32,66 | SE/F       |

#### Återkval 2
| Placering | Roddare         | Land             | Tid     | Noteringar |
| --------- | --------------- | ---------------- | ------- | ---------- |
| 1         | Kim Ye-ji       | Sydkorea         | 7.59,59 | QF         |
| 2         | Lucia Palermo   | Argentina        | 8.00,59 | QF         |
| 3         | Huang Yi-ting   | Kinesiska Taipei | 8.01,27 | SE/F       |
| 4         | Claire Akossiwa | Togo             | 9.04,76 | SE/F       |

#### Återkval 3
| Placering | Roddare               | Land       | Tid     | Noteringar |
| --------- | --------------------- | ---------- | ------- | ---------- |
| 1         | Anna Malvina Svennung | Sverige    | 7.46,35 | QF         |
| 2         | Gabriela Mosqueira    | Paraguay   | 7.59,32 | QF         |
| 3         | Svetlana Germanovich  | Kazakstan  | 8.00,42 | SE/F       |
| 4         | Phuttharaksa Neegree  | Thailand   | 8.07,92 | SE/F       |
| 5         | Dewi Yuliawati        | Indonesien | 8.14,81 | SE/F       |

### Kvartsfinaler

#### Kvartsfinal 1
| Placering | Roddare            | Land        | Tid     | Noteringar |
| --------- | ------------------ | ----------- | ------- | ---------- |
| 1         | Emma Twigg         | Nya Zeeland | 7.31,79 | SA/B       |
| 2         | Miroslava Knapková | Tjeckien    | 7.37,04 | SA/B       |
| 3         | Kenia Lechuga      | Mexiko      | 7.44,11 | SA/B       |
| 4         | Kim Ye-ji          | Sydkorea    | 7.51,80 | SC/D       |
| 5         | Gabriela Mosqueira | Paraguay    | 7.54,49 | SC/D       |
| 6         | Saiyidah Aisyah    | Singapore   | 7.56,00 | SC/D       |

#### Kvartsfinal 2
| Placering | Roddare               | Land                | Tid     | Noteringar |
| --------- | --------------------- | ------------------- | ------- | ---------- |
| 1         | Genevra Stone         | USA                 | 7.27,04 | SA/B       |
| 2         | Jeannine Gmelin       | Schweiz             | 7.29,66 | SA/B       |
| 3         | Magdalena Lobnig      | Österrike           | 7.35,37 | SA/B       |
| 4         | Anna Malvina Svennung | Sverige             | 7.38,07 | SC/D       |
| 5         | Felice Chow           | Trinidad och Tobago | 8.02,53 | SC/D       |
| 6         | Nadia Negm            | Egypten             | 8.25,75 | SC/D       |

#### Kvartsfinal 3
| Placering | Roddare             | Land     | Tid     | Noteringar |
| --------- | ------------------- | -------- | ------- | ---------- |
| 1         | Fie Udby Erichsen   | Danmark  | 7.33,24 | SA/B       |
| 2         | Micheen Thornycroft | Zimbabwe | 7.34,38 | SA/B       |
| 3         | Carling Zeeman      | Kanada   | 7.34,52 | SA/B       |
| 4         | Michelle Pearson    | Bermuda  | 7.34,90 | SC/D       |
| 5         | Chierika Ukogu      | Nigeria  | 7.54,44 | SC/D       |
| 6         | Amina Rouba         | Algeriet | 8.21,06 | SC/D       |

#### Kvartsfinal 4
| Placering | Roddare           | Land       | Tid     | Noteringar |
| --------- | ----------------- | ---------- | ------- | ---------- |
| 1         | Kim Brennan       | Australien | 7.26,86 | SA/B       |
| 2         | Duan Jingli       | Kina       | 7.27,88 | SA/B       |
| 3         | Ekaterina Karsten | Belarus    | 7.28,03 | SA/B       |
| 4         | Sanita Pušpure    | Irland     | 7.28,68 | SC/D       |
| 5         | Lina Šaltytė      | Litauen    | 7.38,39 | SC/D       |
| 6         | Lucia Palermo     | Argentina  | 7.56,61 | SC/D       |

### Semifinaler A/B
De tre första i varje semifinal gick vidare till A-finalen.

#### Semifinal A/B 1
| Placering | Roddare             | Land        | Tid     | Noteringar |
| --------- | ------------------- | ----------- | ------- | ---------- |
| 1         | Kim Brennan         | Australien  | 7.47,88 | FA         |
| 2         | Emma Twigg          | Nya Zeeland | 7.48,20 | FA         |
| 3         | Jeannine Gmelin     | Schweiz     | 7.49,83 | FA         |
| 4         | Carling Zeeman      | Kanada      | 7.54,07 | FB         |
| 5         | Micheen Thornycroft | Zimbabwe    | 8.00,53 | FB         |
| 6         | Kenia Lechuga       | Mexiko      | 8.14,76 | FB         |

#### Semifinal A/B 2
| Placering | Roddare            | Land      | Tid     | Noteringar |
| --------- | ------------------ | --------- | ------- | ---------- |
| 1         | Duan Jingli        | Kina      | 7.43,97 | FA         |
| 2         | Genevra Stone      | USA       | 7.44,56 | FA         |
| 3         | Magdalena Lobnig   | Österrike | 7.45,48 | FA         |
| 4         | Miroslava Knapková | Tjeckien  | 7.47,53 | FB         |
| 5         | Ekaterina Karsten  | Belarus   | 7.48,89 | FB         |
| 6         | Fie Udby Erichsen  | Danmark   | 8.08,65 | FB         |

### Semifinaler C/D
De tre första i varje semifinal gick vidare till C-finalen.

#### Semifinal C/D 1
| Placering | Roddare               | Land      | Tid     | Noteringar |
| --------- | --------------------- | --------- | ------- | ---------- |
| 1         | Lina Šaltytė          | Litauen   | 7.55,57 | FC         |
| 2         | Anna Malvina Svennung | Sverige   | 8.00,41 | FC         |
| 3         | Kim Ye-ji             | Sydkorea  | 8.12,58 | FC         |
| 4         | Chierika Ukogu        | Nigeria   | 8.18,55 | FD         |
| 5         | Amina Rouba           | Algeriet  | 8.22,34 | FD         |
| 6         | Saiyidah Aisyah       | Singapore | 8.22,45 | FD         |

#### Semifinal C/D 2
| Placering | Roddare            | Land                | Tid     | Noteringar |
| --------- | ------------------ | ------------------- | ------- | ---------- |
| 1         | Sanita Pušpure     | Irland              | 7.53,48 | FC         |
| 2         | Michelle Pearson   | Bermuda             | 8.05,78 | FC         |
| 3         | Lucia Palermo      | Argentina           | 8.15,42 | FC         |
| 4         | Felice Chow        | Trinidad och Tobago | 8.20,07 | FD         |
| 5         | Gabriela Mosqueira | Paraguay            | 8.22,84 | FD         |
| 6         | Nadia Negm         | Egypten             | 8.39,50 | FD         |

### Semifinaler E/F
De tre första i varje semifinal gick vidare till E-finalen.

#### Semifinal E/F 1
| Placering | Roddare              | Land             | Tid     | Noteringar |
| --------- | -------------------- | ---------------- | ------- | ---------- |
| 1         | Huang Yi-ting        | Kinesiska Taipei | 8.38,21 | FE         |
| 2         | Mahsa Javar          | Iran             | 8.45,54 | FE         |
| 3         | Phuttharaksa Neegree | Thailand         | 8.51,99 | FE         |
| 4         | Camila Valle         | Peru             | 9.11,91 | FF         |

#### Semifinal E/F 2
| Placering | Roddare              | Land       | Tid     | Noteringar |
| --------- | -------------------- | ---------- | ------- | ---------- |
| 1         | Svetlana Germanovich | Kazakstan  | 8.29,81 | FE         |
| 2         | Dewi Yuliawati       | Indonesien | 8.39,95 | FE         |
| 3         | Emily Morley         | Bahamas    | 8.46,09 | FE         |
| 4         | Claire Akossiwa      | Togo       | 9.25,60 | FF         |

### Finaler

#### Final F
| Placering | Roddare         | Land | Tid     | Noteringar |
| --------- | --------------- | ---- | ------- | ---------- |
| 1         | Camila Valle    | Peru | 9.18,24 |            |
| 2         | Claire Akossiwa | Togo | 9.54,54 |            |

#### Final E
| Placering | Roddare              | Land             | Tid     | Noteringar |
| --------- | -------------------- | ---------------- | ------- | ---------- |
| 1         | Huang Yi-ting        | Kinesiska Taipei | 8.34,53 |            |
| 2         | Svetlana Germanovich | Kazakstan        | 8.38,25 |            |
| 3         | Phuttharaksa Neegree | Thailand         | 8.41,34 |            |
| 4         | Mahsa Javar          | Iran             | 8.43,34 |            |
| 5         | Dewi Yuliawati       | Indonesien       | 8.44,54 |            |
| 6         | Emily Morley         | Bahamas          | 8.56,36 |            |

#### Final D
| Placering | Roddare            | Land                | Tid     | Noteringar |
| --------- | ------------------ | ------------------- | ------- | ---------- |
| 1         | Gabriela Mosqueira | Paraguay            | 7.44,62 |            |
| 2         | Chierika Ukogu     | Nigeria             | 7.44,76 |            |
| 3         | Amina Rouba        | Algeriet            | 7.46,55 |            |
| 4         | Felice Chow        | Trinidad och Tobago | 7.50,23 |            |
| 5         | Saiyidah Aisyah    | Singapore           | 7.55,73 |            |
| 6         | Nadia Negm         | Egypten             | 8.09,47 |            |

#### Final C
| Placering | Roddare               | Land      | Tid     | Noteringar |
| --------- | --------------------- | --------- | ------- | ---------- |
| 1         | Sanita Pušpure        | Irland    | 7.27,60 |            |
| 2         | Lina Šaltytė          | Litauen   | 7.30,38 |            |
| 3         | Anna Malvina Svennung | Sverige   | 7.32,54 |            |
| 4         | Michelle Pearson      | Bermuda   | 7.34,41 |            |
| 5         | Lucia Palermo         | Argentina | 7.50,59 |            |
| 6         | Kim Ye-ji             | Sydkorea  | 7.52,68 |            |

#### Final B
| Placering | Roddare             | Land     | Tid     | Noteringar |
| --------- | ------------------- | -------- | ------- | ---------- |
| 1         | Miroslava Knapková  | Tjeckien | 7.22,86 |            |
| 2         | Ekaterina Karsten   | Belarus  | 7.25,03 |            |
| 3         | Fie Udby Erichsen   | Danmark  | 7.25,13 |            |
| 4         | Carling Zeeman      | Kanada   | 7.28,62 |            |
| 5         | Micheen Thornycroft | Zimbabwe | 7.30,57 |            |
| 6         | Kenia Lechuga       | Mexiko   | 7.40,39 |            |

#### Final A
| Placering | Roddare          | Land        | Tid     | Noteringar |
| --------- | ---------------- | ----------- | ------- | ---------- |
| 1         | Kim Brennan      | Australien  | 7.21,54 |            |
| 2         | Genevra Stone    | USA         | 7.22,92 |            |
| 3         | Duan Jingli      | Kina        | 7.24,13 |            |
| 4         | Emma Twigg       | Nya Zeeland | 7.24,48 |            |
| 5         | Jeannine Gmelin  | Schweiz     | 7.29,69 |            |
| 6         | Magdalena Lobnig | Österrike   | 7.34,86 |            |